# Полиция ФБР

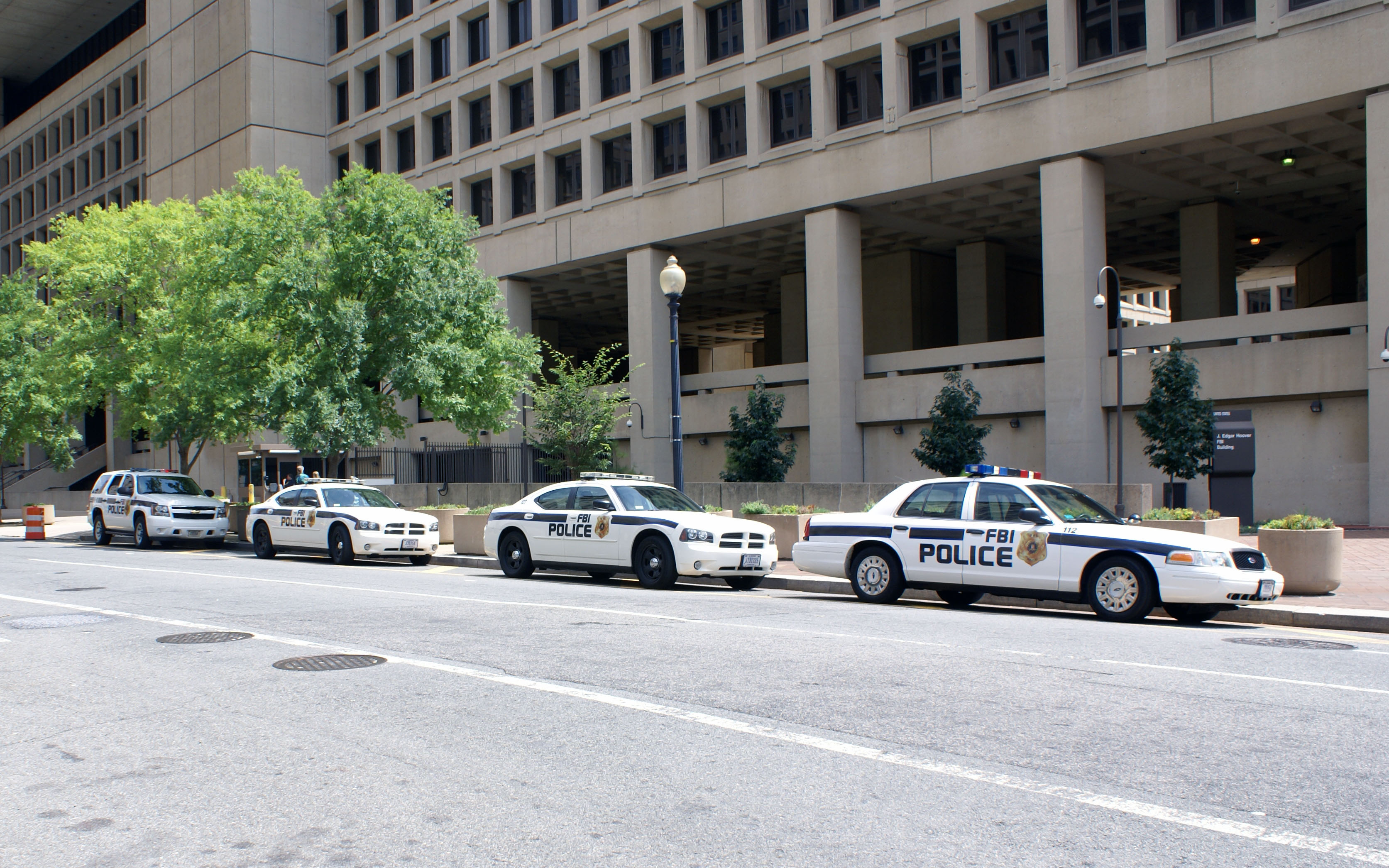
Автомобили полиции ФБР около здания им. Эдгара Гувера. Слева направо: Chevrolet Tahoe GMT900, два Dodge Charger и Ford Crown Victoria

Поли́ция Федера́льного бюро́ рассле́дований (англ. Federal Bureau of Investigation Police, FBI Police) — специальная полиция безопасности ФБР, задачей которой является защита объектов, имущества, персонала, пользователей и посетителей ФБР. 
Сотрудники полиции ФБР наделены полномочиями полиции по аресту преступников и расследованию в рамках ФБР.

## Штаб-квартиры и объекты
- Вашингтон (округ Колумбия):
  - Здание им. Эдгара Гувера.
  - Региональный отдел.
- Виргиния:
  - Академия ФБР.
  - Лаборатория ФБР.
- Нью-Йорк, отделение в Нижнем Манхэттене.
- Лос-Анджелес, отделение в западной части Лос-Анджелеса.
- Бюро в Чикаго.
- Западная Виргиния. Информационный криминальный отдел юстиции.

## В массовой культуре
- Полиция ФБР и машины были показаны в фильме с Брюсом Уиллисом «Крепкий орешек 4.0».
- Также полиция ФБР была показана в седьмом сезоне телесериала «24 часа».
- В некоторых сериях сериала Хорошие девчонки были показаны автомобили полиции ФБР.

## Автомобили полиции ФБР
Современная цветографическая схема

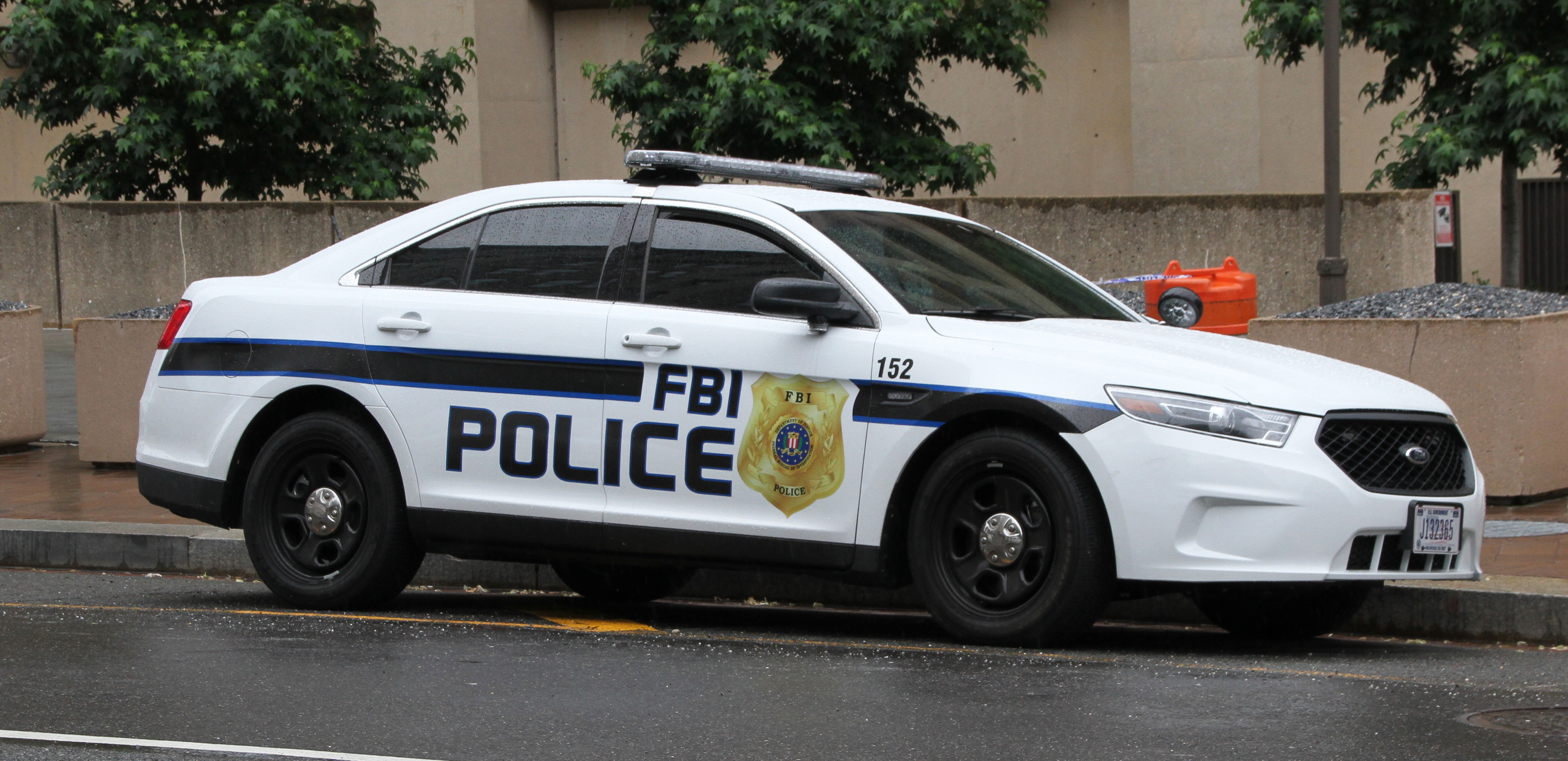
Ford Taurus
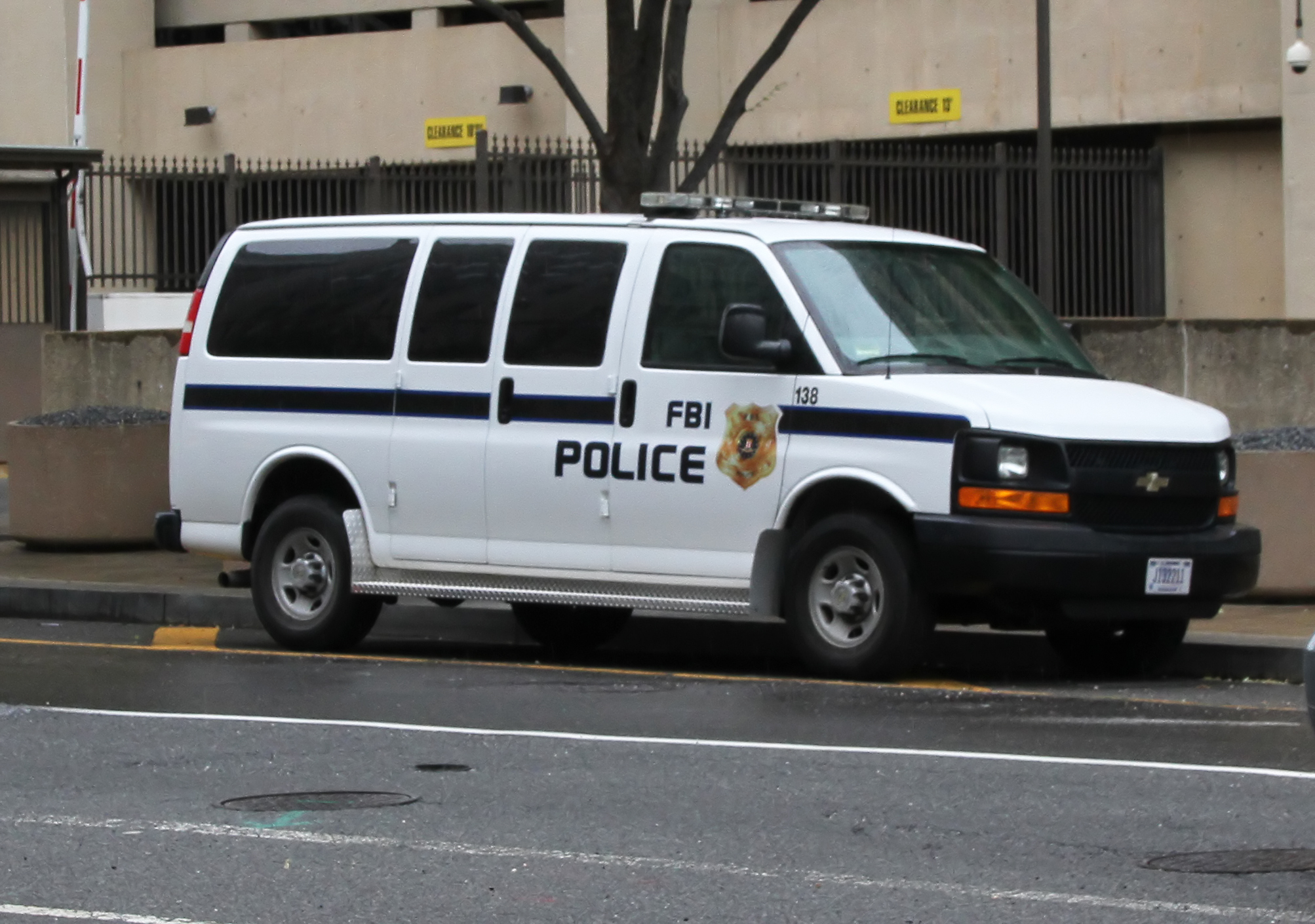
Chevrolet Express
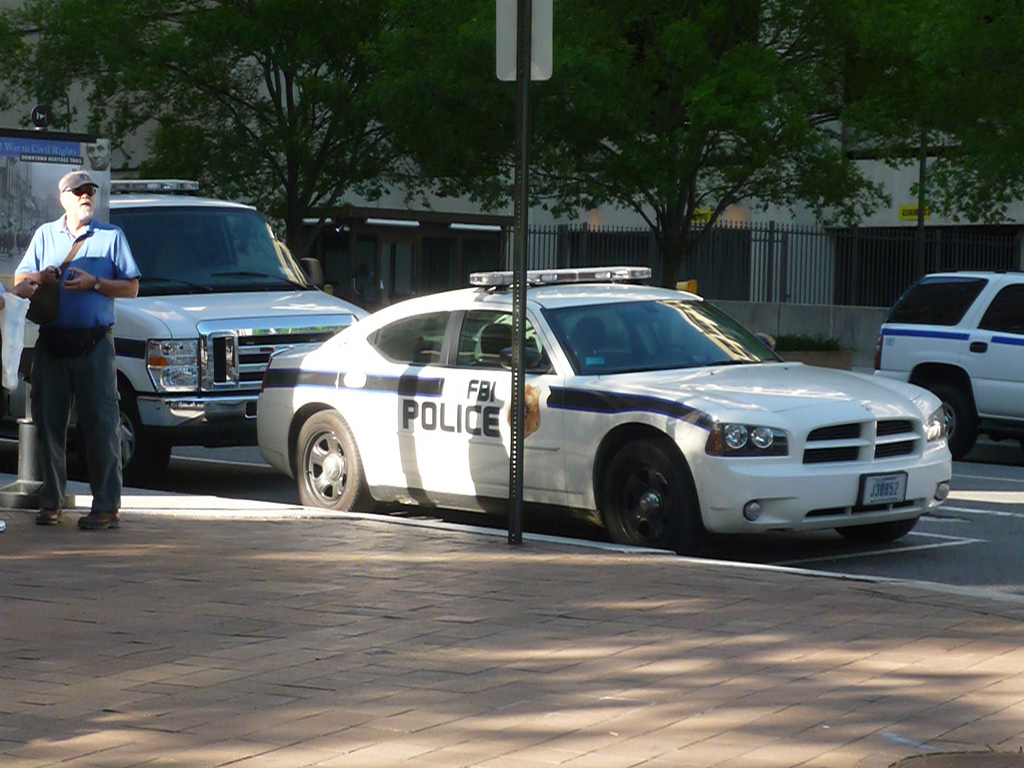
Dodge Charger

Старая цветографическая схема

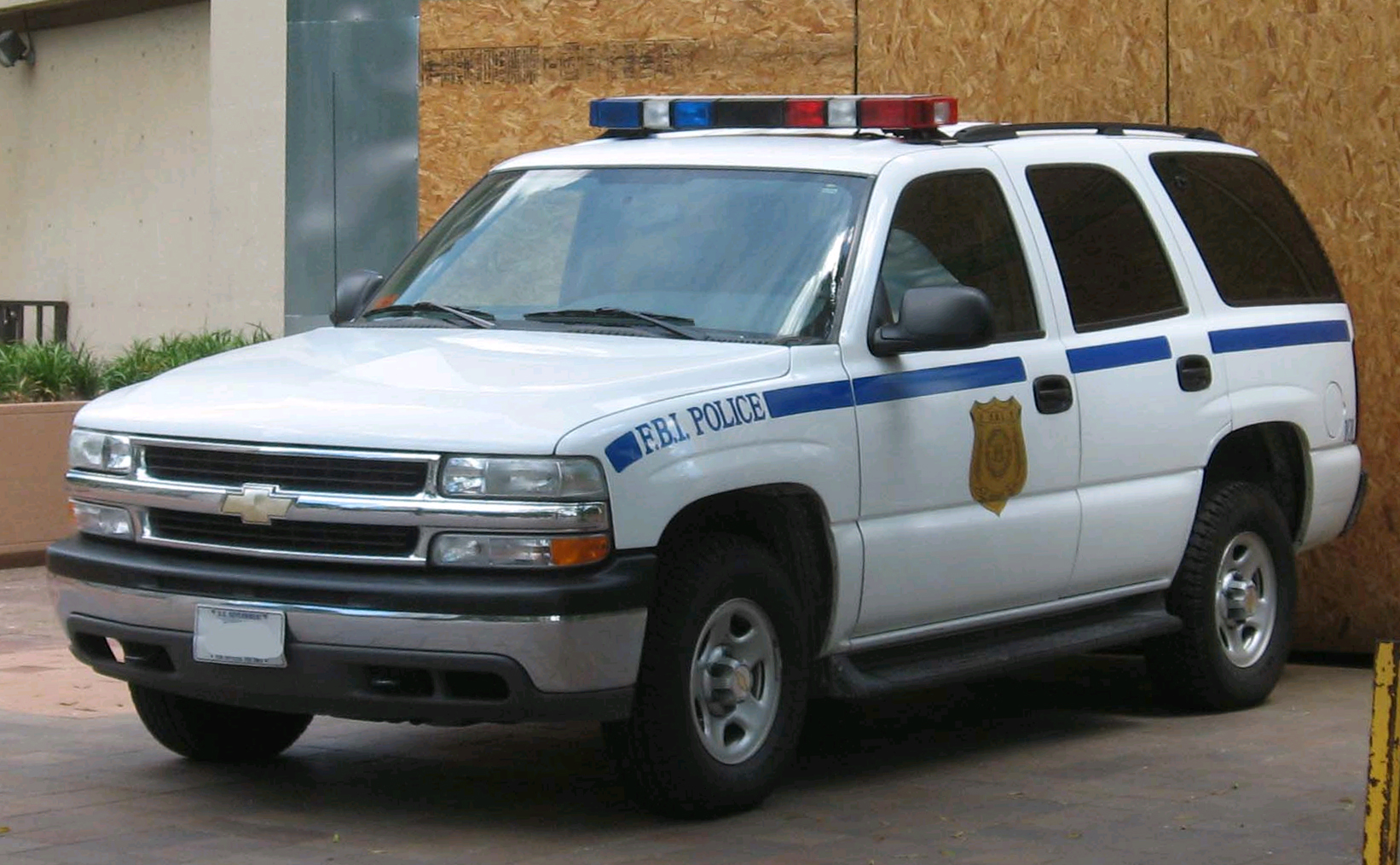
Chevrolet Tahoe GMT800
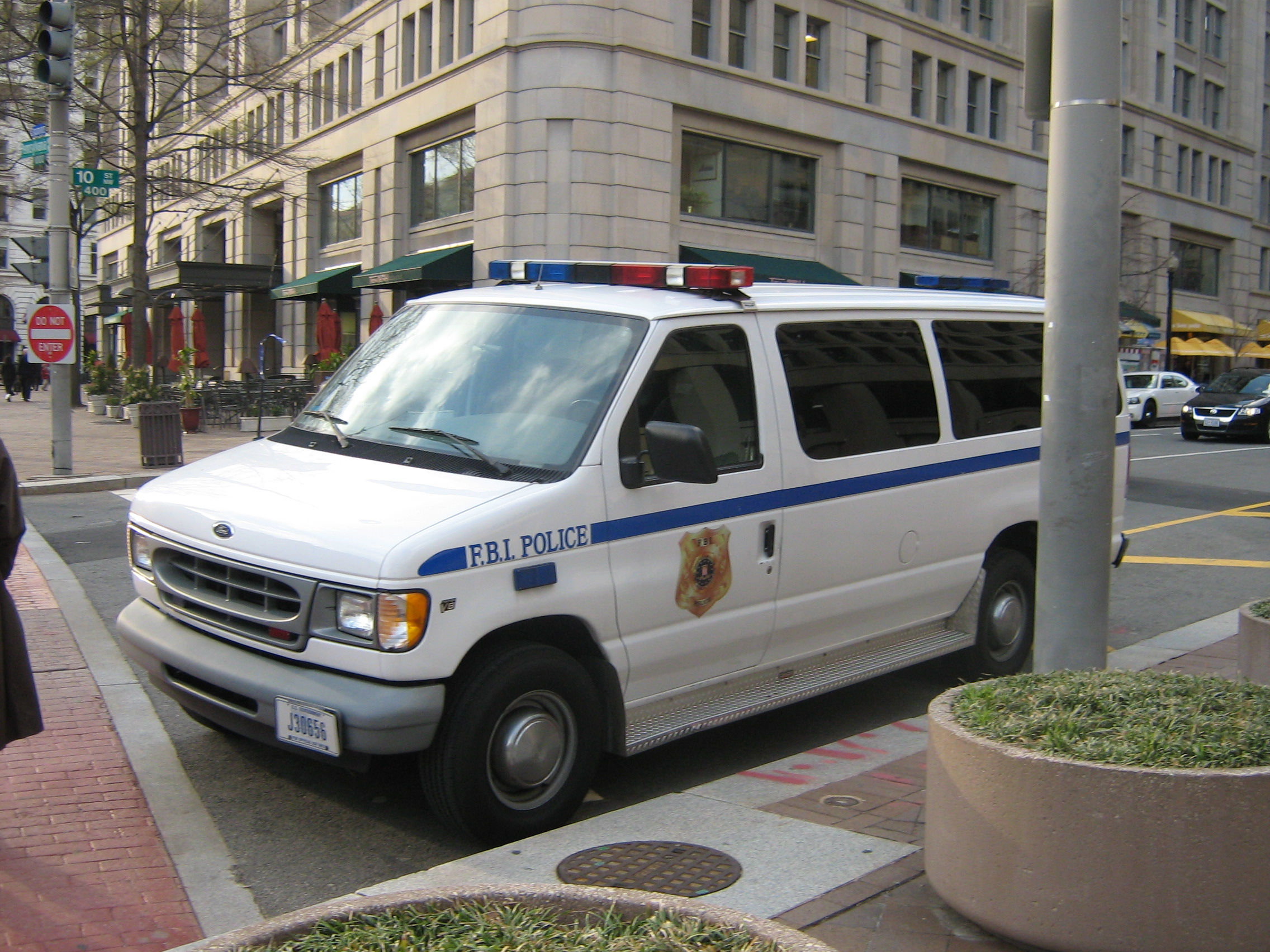
Ford E-150
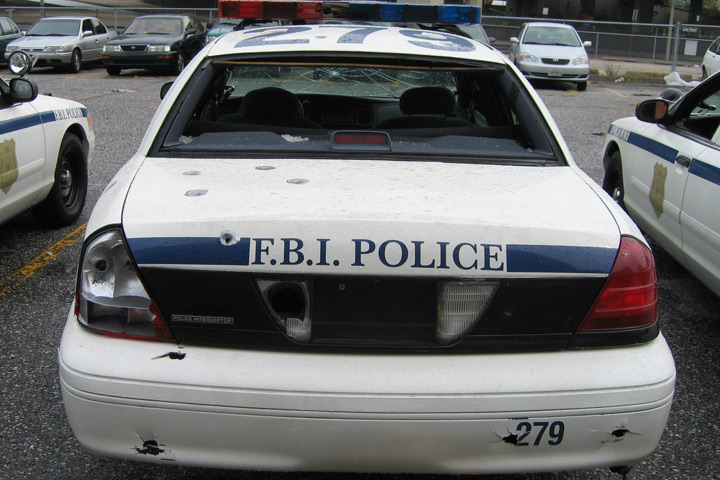
Повреждённый автомобиль полиции ФБР, который использовался при съёмках фильма «Крепкий орешек 4.0»